# Palau na Letnich Igrzyskach Olimpijskich 2020
Palau na Letnich Igrzyskach Olimpijskich 2020 – występ kadry sportowców reprezentujących Palau na igrzyskach olimpijskich, które odbyły się w Tokio w Japonii, w dniach 23 lipca – 8 sierpnia 2021 roku.
Reprezentacja Palau liczyła trzech zawodników – dwóch mężczyzn i kobietę, którzy wystąpili w 2 dyscyplinach.
Był to szósty start Palau na letnich igrzyskach olimpijskich.

## Reprezentanci

### Lekkoatletyka
| Konkurencja            | Zawodnik      | Runda 1  | Runda 1 | Runda 2       | Runda 2       | Półfinał      | Półfinał      | Finał         | Finał         | Pozycja       |
| Konkurencja            | Zawodnik      | Rezultat | Pozycja | Rezultat      | Pozycja       | Rezultat      | Pozycja       | Rezultat      | Pozycja       | Pozycja       |
| ---------------------- | ------------- | -------- | ------- | ------------- | ------------- | ------------- | ------------- | ------------- | ------------- | ------------- |
| Bieg na 100 m mężczyzn | Adrian Ililau | 11.42    | 8       | Nie awansował | Nie awansował | Nie awansował | Nie awansował | Nie awansował | Nie awansował | Nie awansował |

### Pływanie
| Zawodniczka             | Konkurencja                | Eliminacje | Eliminacje | Półfinał       | Półfinał       | Finał          | Finał          |
| Zawodniczka             | Konkurencja                | Czas       | Miejsce    | Czas           | Miejsce        | Czas           | Miejsce        |
| ----------------------- | -------------------------- | ---------- | ---------- | -------------- | -------------- | -------------- | -------------- |
| Shawn Dingilius Wallace | 50 m st. dowolnym mężczyzn | 27.46      | 67         | Nie awansował  | Nie awansował  | Nie awansował  | Nie awansował  |
| Osisang Chilton         | 50 m st. dowolnym kobiet   | 30.67      | 73         | Nie awansowała | Nie awansowała | Nie awansowała | Nie awansowała |